# Cezary Trybański
Cezary Trybański (ur. 22 września 1979 w Warszawie) – polski koszykarz, występujący na pozycji środkowego, pierwszy polski zawodnik w lidze NBA. W lipcu 2002 podpisał trzyletni kontrakt z zespołem Memphis Grizzlies, opiewający na kwotę 4,8 mln dolarów. W następnych latach najczęściej jego nazwisko pojawiało się przy okazji kolejnych wymian zawodników między klubami. W latach 2002–2004 rozegrał 22 mecze w barwach Memphis Grizzlies, Phoenix Suns, New York Knicks, przejściowo obecny także w składach Chicago Bulls i Toronto Raptors.
W sezonie 2005/2006 występując w D-League został ligowym liderem bloków, ze średnią 2 bloków na mecz. Ustanowił wtedy rekord sezonu, notując 9 bloków, w spotkaniu przeciw Arkansas (2.02.2006). Nieco ponad tydzień później wyrównał ten rekord w spotkaniu z Fort Worth (11.02.2006). Zdobywał wtedy średnio 3,6 punktu oraz 3,3 zbiórki. W sezonie 2006/07 zajął drugie miejsce w lidze pod względem bloków, ze średnią 2,5 na mecz. Poza tym notował 4,9 punktu i 4,8 zbiórki na mecz. Trafiał ze skutecznością 55,6% z gry oraz 80,6% zza linii rzutów wolnych. W sezonie 2007/2008 występował w zespole Peristeri Ateny. Od 2009 ponownie występował w D-League, w drużynie Reno Bighorns. W sezonie 2008/2009 rozegrał w tym zespole 12 meczów, notując średnio 5,2 punktu, 4,3 zbiórki oraz 2,4 bloku. W sezonie 2009/2010 w 47 meczach zdobywał średnio 7,3 punktu, 3,9 zbiórki i 1,8 bloku na mecz. W sezonie 2010/2011 występował w czeskiej drużynie NH Ostrawa, a w sezonie 2012/2013 w litewskim zespole BC Dzūkija. Od sezonu 2013/2014 zawodnik Polpharmy Starogard Gdański.
Od sezonu 2014/2015 zawodnik Warszawskiej Legii, która obecnie gra w I lidze.
Plasuje się na drugim miejscu w historii D-League pod względem zablokowanych rzutów w karierze, z liczbą 322 bloków na swoim koncie.
Brat lekkoatletki Małgorzaty Trybańskiej.

## Transfery w NBA
- 22 lipca 2002 – zakontraktowany przez Memphis Grizzlies.
- 30 września 2003 – oddany do Phoenix Suns wraz z Brevinem Knightem i Robertem Archibaldem za Bo Outlawa i Jake'a Tsakalidisa.
- 5 stycznia 2004 – oddany do New York Knicks wraz ze Stephonem Marburym i Anfernee Hardawayem za Howarda Eisleya, Charliego Warda, Antonio McDyessa, Macieja Lampego i Miloša Vujanicia oraz prawa do pierwszej rundy draftu 2004 (wybrany Kirk Snyder) oraz pierwszej rundy jednego z przyszłych naborów.
- 5 sierpnia 2004 – oddany do Chicago Bulls wraz z Dikembe Mutombo, Othellą Harringtonem i Frankiem Williamsem za Jamala Crawforda i Jerome'a Williamsa. Zwolniony 28 października 2004.
- 29 września 2006 – zakontraktowany przez Toronto Raptors. Zwolniony 15 października 2006.

## Osiągnięcia
Drużynowe
- Brązowy medalista mistrzostw Polski (2000)
- Uczestnik rozgrywek pucharu:
  - Saporty (1999/2000)
  - Koracia (2001/2002)

Indywidualne
- Uczestnik polsko-czeskiego meczu gwiazd – TBL vs NBL (2014)[8]
- Lider:
  - w skuteczności rzutów z gry:
    - D-League (2010)
    - I ligi (2015 – 71,2%, 2016 – 63,9%)[9]

  - w blokach:
    - sezonu regularnego PLK (2014)
    - I ligi polskiej (2015 – 2,1)[9]
    - ligi czeskiej (2011)[10]

Reprezentacja
- Uczestnik eliminacji do mistrzostw Europy (2005)

## Statystyki

### NBA

#### Sezon regularny
| Sezon   | Drużyna           | M  | S5 | MPG | FG%   | 3P% | FT%   | RPG | APG | SPG | BPG | PPG |
| ------- | ----------------- | -- | -- | --- | ----- | --- | ----- | --- | --- | --- | --- | --- |
| 2002/03 | Memphis Grizzlies | 15 | 0  | 5,7 | 25%   | –   | 40%   | 0,9 | 0,1 | 0   | 0,4 | 0,9 |
| 2003/04 | Phoenix Suns      | 4  | 0  | 2,5 | 0%    | –   | –     | 0,3 | 0,0 | 0,0 | 0,3 | 0,0 |
| 2003/04 | New York Knicks   | 3  | 0  | 1,7 | 0%    | –   | 50%   | 0,0 | 0,0 | 0,3 | 0,0 | 0,3 |
| Razem   |                   | 22 | 0  | 4,6 | 20,8% | –   | 41,7% | 0,7 | 0,0 | 0,0 | 0,3 | 0,7 |

### W rozgrywkach krajowych
| Sezon     | Drużyna                           | M  | S5 | MPG  | FG%   | 3P%  | FT%   | RPG | APG | SPG | BPG | PPG  |
| --------- | --------------------------------- | -- | -- | ---- | ----- | ---- | ----- | --- | --- | --- | --- | ---- |
| 2005/2006 | Tulsa 66ers (D-League)            | 45 | 15 | 16,2 | 54,4% | –    | 70,6% | 3,3 | 0,4 | 0,4 | 2,0 | 3,6  |
| 2006/2007 | Tulsa 66ers (D-League)            | 48 | 28 | 23,0 | 55,6% | 0,0% | 80,6% | 4,8 | 0,5 | 0,2 | 2,5 | 4,9  |
| 2007/2008 | Peristeri (A2 Ethinki)            | 30 | 0  | 15,9 | 63,8% | –    | 65,4% | 4,6 | 0,3 | 0,4 | 1,7 | 7,2  |
| 2008/2009 | Reno Bighorns (D-League)          | 12 | 2  | 16,3 | 60,0% | –    | 77,8% | 4,3 | 0,1 | 0,1 | 2,4 | 5,2  |
| 2009/2010 | Reno Bighorns (D-League)          | 48 | 1  | 16,1 | 65,9% | –    | 69,3% | 3,8 | 0,6 | 0,4 | 1,8 | 7,2  |
| 2010/2011 | NH Ostrawa (NBL)                  | 31 | 2  | 19,3 | 62,9% | 0,0% | 60,6% | 5,2 | 0,2 | 0,3 | 1,3 | 6,9  |
| 2012/2013 | BC Dzūkija (Litwa-II liga)        | 39 |    | 29,2 | 71,3% | 0,0% | 69,2% | 9,7 | 1,0 | 0,4 | 3,1 | 12,6 |
| 2013/2014 | Polpharma Starogard Gdański (PLK) | 16 | 9  | 25,1 | 71,6% | –    | 65,5% | 6,3 | 0,5 | 0,3 | 1,6 | 8,3  |
| 2013/2014 | AZS Koszalin (PLK)                | 19 | 7  | 13,6 | 66,7% | –    | 53,1% | 3,2 | 0,4 | 0,4 | 1,0 | 4,5  |
| 2014/2015 | Legia Warszawa (I liga)           | 31 |    | 25,1 | 66,9% | 0,0% | 54,6% | 7,4 | 0,5 | 0,4 | 1,8 | 9,1  |
| 2015/2016 | Legia Warszawa (I liga)           | 30 |    | 15,4 | 67,7% | –    | 59,5% | 5,1 | 0,4 | 0,1 | 1,2 | 5,9  |